# Liste der 999 Frauen des Heritage Floor/Petronilla de Meath
Diese Liste beschreibt das Gedeck für Petronilla de Meath auf dem Tisch der Kunstinstallation The Dinner Party von Judy Chicago. Sie ist Teil der Liste der 999 Frauen des Heritage Floor, die den jeweiligen Gedecken auf dem Tisch zugeordnet sind. Die Namen der 999 Frauen befinden sich auf den Kacheln des Heritage Floor, der unterhalb des Tisches angeordnet, zur Kunstinstallation gehört.

## Beschreibung
Die Installation besteht aus einem dreiseitigen Tisch, an dem jeweils 13 historische oder mythologische Persönlichkeiten, somit insgesamt 39 Personen, von der Urgeschichte bis zur Frauenrechtsbewegung Platz finden. Diesen Personen wurde am Tisch jeweils ein Gedeck bestehend aus einem individuell gestalteten Tischläufer, einem individuell gestalteten Teller sowie einem Kelch, Messer, Gabel, Löffel und einer Serviette zugeordnet. Die erste Seite des Tisches widmet sich der Urgeschichte bis zur Römischen Kaiserzeit, die zweite der Christianisierung bis zur Reformation und die dritte von der Amerikanischen Revolution bis zur Frauenbewegung. Jedem Gedeck auf dem Tisch sind weitere Persönlichkeiten zugeordnet, die auf den Fliesen des Heritage Floor, der den Raum unter dem Tisch und die Mitte des Raumes zwischen den Seite des Tisches einnimmt, einen Eintrag erhalten haben. Diese Liste erfasst die Persönlichkeiten, die dem Gedeck von Petronilla de Meath zugeordnet sind. Ihr Platz befindet sich an der zweiten Tischseite.

### Hinweise
Zusätzlich zu den Namen wie sie in der deutschen Transkription oder im wissenschaftlichen Sprachgebrauch benutzt werden, wird in der Liste die Schreibweise aufgeführt, die von Judy Chicago auf den Kacheln gewählt wurde.
Die Angaben zu den Frauen, die noch keinen Artikel in der deutschsprachigen Wikipedia haben, sind durch die unter Bemerkungen angeführten Einzelnachweise referenziert. Sollten einzelne Angaben in der Tabelle nicht über die Hauptartikel referenziert sein, so sind an der entsprechenden Stelle zusätzliche Einzelnachweise angegeben. Bei Abweichungen zwischen belegten Angaben in Wikipedia-Artikeln und den Beschreibungen des Kunstwerks auf der Seite des Brooklyn Museums wird darauf zusätzlich unter Bemerkungen hingewiesen.

### Gedeck für Petronilla de Meath

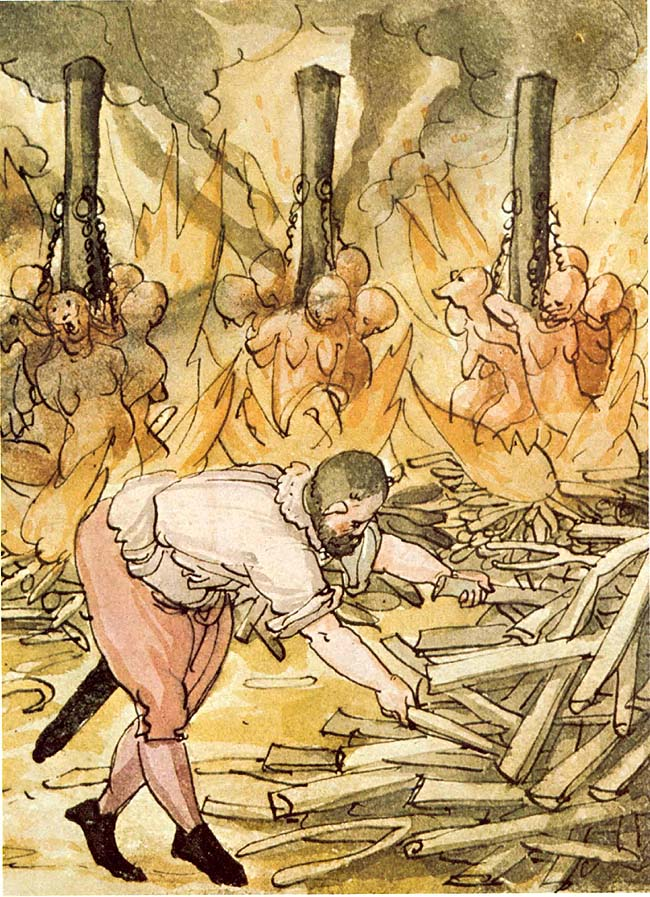
Hexenhinrichtung: Jacob Truchsess von der Scheer zu Waldsee ließ am 10. Juni 1587 21 Hexen, am 11. Juni 9 und Tags darauf nochmals 8 Hexen in „einem Brand“ hinrichten.

Petronilla de Meath wurde um 1300 in Irland geboren. Das genau Geburtsdatum ist nicht bekannt, auch ein Nachname ist nicht überliefert. Die Bezeichnung de Meath steht für aus Meath, was bedeutet, dass sie aus dem County Meath stammt. Sie arbeitete für Lady Alice Kyteler als Dienstmagd, die nach dem Tod ihres vierten Ehemannes als Hexe angeklagt wurde. Auch Petronilla wurde der Hexerei beschuldigt, gefoltert und gezwungen zu verkünden, dass sie und Lady Kyteler der Hexerei schuldig wären. Mit Kyteler und Petronilla wurden noch zehn weitere Personen der Hexerei beschuldigt, darunter die Tochter von Petronilla, Sarah (manchmal auch Basilia genannt), und der Sohn von Alice Kyteler, William Outlaw. Die von Bischof Richard de Ledrede von Ossory gegen Lady Kyteler vorgebrachten Beschuldigungen umfassten eine Vielzahl von Verbrechen. Zu diesen gehörten Zauberei und Dämonismus, aber auch die Ermordung ihrer Ehemänner. Dieser Beschuldigung schlossen sich auch die Stiefkinder von Lady Alice aus ihren Ehen mit den verstorbenen Männern an. Es wurde angenommen, dass Lady Alice ihren Reichtum auf magische und teuflische Weise illegal erworben habe.
Unter der Folter erklärte Petronilla, dass sie und ihre Geliebte eine magische Salbe auf einen Holzbalken aufgetragen hätten, der es beiden Frauen ermöglichte zu fliegen. Lady Alice konnte rechtzeitig nach England fliehen, Petronillas Tochter Sarah nahm sie mit. Einige der Mitangeklagten wurden verurteilt und ausgepeitscht, aber andere, einschließlich Petronilla, wurden auf dem Scheiterhaufen lebendig verbrannt.
So starb Petronilla nach Folter auf dem Scheiterhaufen am 3. November 1324.
Die Gestaltung des Gedeckes für Petronilla weist viele Symbole der Hexerei aus ihrer Zeit bis zur Gegenwart auf. So ist der Initial-Buchstabe „P“ als Besenstiel dekoriert. Kräftige Farben und Formen auf dem Teller stellen das Symbol des Feuers dar, das nach Judy Chicago als schreckliche Umkehrung des heiligen Feuers missbraucht wurde, welches einst zu Ehren der Göttin brannte. Zudem finden sich auf dem Teller auch andere Hexensymbole, darunter ein Kessel, ein Buch und eine Kerze. Der Kessel erinnert an die Große Mutter, der die Hexer Ehre erweisen. Der Tischläufer wird durch keltische Motive angereichert, die ihre Vorlage im Book of Kells finden. Auf der Rückseite des Läufers findet sich als gehörnte Form eine stilisierte Ziege. Die roten Kordeln an der schwarzen Vorderkante erinnern an das Strumpfband der roten Hexe, was einen höheren Rang im Zirkel der Hexen bedeutete.
| Name                               | Schreibweise auf der Kachel | Geburtsdatum | kulturräumliche Zuordnung          | Bemerkungen | Bild |
| ---------------------------------- | --------------------------- | ------------ | ---------------------------------- | --- | ---- |
| Agnes Sampson                      | Agnes Sampson               | 16. Jh.      | Schottland                         | Heilerin, die eine Hauptzeugin bei den Hexenprozessen in North Berwick war. Sie wurde gefoltert und gezwungen, zu gestehen, sich mit 200 anderen Frauen verschworen zu haben, um mit dem Teufel zusammenzuarbeiten und zu versuchen, König James VI. zu töten. Sie wurde für schuldig befunden und 1591 hingerichtet. |      |
| Agnes Waterhouse                   | Agnes Waterhouse            | um 1503      | England                            | Erste Frau, die in England wegen Hexerei ermordet wurde. |      |
| Alice Kyteler                      | Alice Kyteler               | 1263         | Irland                             | Genannt die Hexe von Kilkenny. Sie war eine der ersten Frauen in Irland, die der Hexerei beschuldigt wurden. Alle ihre Ehemänner starben und hinterließen ihr ein Vermögen. Sie wurde angeklagt, sie ermordet zu haben. Sie konnte sich aufgrund ihrer aristokratischen Verbindungen weiteren Beschuldigungen der Hexerei entziehen und entkam 1325 nach England. Ihre Dienerin Petronilla de Meath wurde nach Folter als Hexe hingerichtet. |      |
| Alice Samuel                       | Alice Samuel                | 16. Jh.      | England                            | Als ältere Frau wurde sie von den Kindern ihres Arbeitgebers beschuldigt, eine Hexe zu sein. 1593 wurde ihr der Prozess gemacht und sie wurde zusammen mit zwei Verwandten als Ergebnis der Zeugenaussagen der Kinder gehängt. |      |
| Angéle de la Barthe                | Angéle de la Barthe         | etwa 1230    | Königreich Frankreich              | Edelfrau, sie wurde der Hexerei beschuldigt und unter Folter gestand sie. Sie wurde verurteilt und lebendig verbrannt. Die Stadt Toulouse hat keine Aufzeichnungen über ihren Prozess, und Historiker stellen den Wahrheitsgehalt der Geschichte in Frage. |      |
| Ann Glover                         | Goody Glover                | 17. Jh.      | Massachusetts Bay Colony           | Die letzte Person, die in Boston als Hexe aufgehängt wurde, starb 1688, obwohl die Hexenprozesse von Salem im nahe gelegenen Salem, Massachusetts, hauptsächlich 1692 stattfanden. |      |
| Anna Maria Schwegelin              | Anna Maria Schwagel         | 1729         | Fürststift Kempten                 | Wurde 1775 als letzte „Hexe“ in Deutschland zum Tode verurteilt. 1998 entdeckte ein Historiker, dass das Urteil nicht vollstreckt worden war und die Angeklagte 1781 im Gefängnis des Fürststifts Kempten gestorben ist. |      |
| Anne Redfearne                     | Anne Redfearne              | 16. Jh.      | England                            | 1612 als eine der elf Hexen von Pendle im berühmtesten Hexenprozess der englischen Geschichte gehängt. Sie weigerte sich konsequent, ihre Schuld zuzugeben und gab keinen Beweis gegen irgendeinen der anderen Angeklagten. |      |
| Catherine Monvoisin                | Catherine Deshayes          | um 1640      | Königreich Frankreich, Paris       | Französische Wahrsagerin, Giftmischerin und angebliche Zauberin, eine der Hauptfiguren in der affaire des poisons, während der Regierungszeit von Ludwig XIV. |      |
| Elizabeth Southern                 | Elizabeth Southern          | 16. Jh.      | England                            | Eine der angeklagten Hexen in den Prozessen der Pendle-Hexen im Jahre 1612, die zu den berühmtesten Hexenprozessen in der englischen Geschichte gehören. Sie starb, während sie auf den Prozess wartete. |      |
| Geillis Duncan                     | Geillis Duncan              | 16. Jh.      | Schottland                         | Wurde beschuldigt, eine Hexe zu sein. |      |
| Gertrud Svensdotter                | Gertrude Svensen            | 1656         | Schweden                           | Am Beginn der großen Hexenhysterie in Schweden (1668–1676), genannt Stora oväsendet („Großer Lärm“), instrumentalisiertes Mädchen bzw. junge Frau, deren Aussage im Jahr 1668 mit zur Verurteilung der ersten Opfer beitrug. |      |
| Guglielma la Boema                 | Guillemine                  | 12. Jh.      | Lombardenbund, Mailand             | Charismatische, religiös lebende Frau in Mailand, deren Anhänger sie als Inkarnation des Heiligen Geistes und Erneuerin der Kirche unter der Leitung einer Frau sahen. |      |
| Jacqueline Felice de Almania       | Jacobe Felicie              | 13. Jh.      | Königreich Frankreich, Paris       | Ärztin, die in Paris praktizierte. Ihr wurde 1322 unter Androhung der Exkommunikation untersagt, weiter zu praktizieren. Grund war, dass sie kein universitäres Medizinstudium, das Frauen bis ins 19. Jahrhundert verwehrt war, absolviert hatte, aber trotzdem Medizinern vorbehaltene Praktiken durchführte. Ihre durch Zeugenaussagen bestätigten Fähigkeiten und Erfolge spielten keine Rolle.                                          |      |
| Jane Weir                          | Jane Weir                   | 17. Jh.      | England                            | 1670 wegen Inzest und Hexerei angeklagt und hingerichtet. |      |
| Jeanne d’Arc                       | Joan of Arc                 | 1412         | Königreich Frankreich              | Französische Nationalheldin. Sie wird in der römisch-katholischen Kirche als Jungfrau und Heilige verehrt. Man gedenkt ihrer auch in der Church of England. |      |
| Madeleine de Demandolx de la Palud | Madeleine de Demandolx      | um 1592      | Königreich Frankreich              | Nonne, einer der angeblichen Fälle dämonischer Besessenheit, die 1611 unter den Ursulinen von Aix-en-Provence auftraten. |      |
| Margaret Jones                     | Margaret Jones              | 1648         | Massachusetts Bay Colony           | Hebamme, als erstes Opfer der Hexenverfolgung von 1648 bis 1663 in der Massachusetts Bay Colony wegen Hexerei exekutiert. |      |
| Marguerite Porete                  | Margaret of Porète          | um 1250/1260 | Königreich Frankreich              | Theologische Schriftstellerin, die der religiösen Bewegung der Beginen angehörte. Als Autorin von Le mi rouer des simples ames wurde sie öffentlich auf dem Scheiterhaufen hingerichtet. |      |
| Margery Jourdemain                 | Margery Jourdemain          | um 1400      | England                            | Hexe von Eye, Opfer einer politischen Verschwörung, wurde der Zauberei und des Hochverrats gegen den König für schuldig befunden und am 27. Oktober 1441 öffentlich als Hexe verbrannt. |      |
| María de Zozaya                    | Maria de Zozoya             | um 1539      | Baskenland                         | Als Hexe 1609 während der baskischen Hexenprozesse, die Teil der spanischen Inquisition waren, verfolgt. |      |
| Maria Salvatori                    | Maria Salvatori             | 17. Jh.      | Heiliges Römisches Reich, Nogaredo | Beim Hexenprozess von Nogaredo angeklagt als Hexe. |      |
| Pierronne                          | Pierrone                    | 15. Jh.      | Königreich Frankreich              | Bretonische Frau des 15. Jahrhunderts, die eine Vision von „Gott in einem langen weißen Gewand mit einer roten Tunika darunter gekleidet“ hatte. Sie wurde im März 1430 in Corbeil-Essonne festgenommen und am 3. September 1430 in Paris auf dem Scheiterhaufen verbrannt. |      |
| Tituba                             | Tituba                      | um 1650      | Massachusetts Bay Colony           | Sklavin aus Barbados oder Guayana, die Samuel Parris aus Salem gehörte. Tituba war eine der ersten drei Menschen, die während der Hexenprozesse von Salem im Jahre 1692 beschuldigt wurden, Hexerei praktiziert zu haben. Tituba gestand und bezichtigte andere Frauen in der Kolonie, um sich vor der Hinrichtung zu retten. Sie wurde später von Parris verkauft und außerhalb von Salem verbracht.                                        |      |
| Ursula Kemp                        | Ursley Kempe                | um 1525      | England                            | Engländerin, die beschuldigt wurde, den Tod von drei Menschen verursacht zu haben und wegen Hexerei gehenkt wurde. |      |

Einzelnachweise
1. ↑  Brooklyn Museum: Petronilla de Meath. In: brooklynmuseum.org. Abgerufen am 23. Oktober 2019.
2. ↑  Brooklyn Museum: Maria Salvatori. In: brooklynmuseum.org. Abgerufen am 23. Oktober 2019.